# Dietrich Hilsdorf
Dietrich Hilsdorf (* 1948 in Darmstadt) ist ein deutscher Schauspiel-, Musical-, Operetten und Opern-Regisseur.

## Wirken
Mit über 100 Inszenierungen im Bereich Schauspiel, Oper und Musical war Hilsdorf bundesweit, aber auch im europäischen Ausland (Catania und Wien) präsent. Die Theaterkritik feierte ihn als einen der wichtigen Klassiker-Regisseure Deutschlands. 1999 wurde er mit „Jekyll und Hyde“ am Musical Theater Bremen Musical-Regisseur des Jahres. 2007 erhielt er in München in der Kategorie „Beste Regie Musiktheater“ den Deutschen Theaterpreis DER FAUST verliehen. Auch in der Oper feierte Hilsdorf mit Mozart, Verdi und Händel große Erfolge. Mittlerweile hat sich Hilsdorf auch dem Operettenfach zugewandt.

## Werdegang

### Theater
Hilsdorf studierte Schauspiel an der Hochschule für Musik und Darstellende Kunst Frankfurt am Main (unter anderem bei Günther Rühle). Er ging ans Frankfurter Schauspiel und wurde Regieassistent bei Peter Palitzsch und Hans Neuenfels. Später wechselte Hilsdorf zu Paul Hager ans Theater Dortmund und anschließend als Hausregisseur und Oberspielleiter ans Ulmer Theater. Seine Ulmer-Zeit zwischen 1981 und 1984 verzeichnet insgesamt 17 Inszenierungen, darunter waren Stücke von Schiller, Shakespeare, Tschechow, Wedekind, Kleist, Miller, Kroetz und Vitrac.
1985 holte ihn Rühle wiederum ans Frankfurter Schauspiel, als dieser dort die Leitung übernahm. Es folgten zahllose Hilsdorf-Inszenierungen, darunter Niebergalls „Datterich“, Giraudoux’ „Die Irre von Chaillot“, Kuhlmanns „Wünsche und Krankheiten der Nomaden“, Harald Muellers „Totenfloß“, aber auch Klassiker wie Goethe, Kleist, Hauptmann und Sophokles. Allein das Fassbinder-Stück „Der Müll, die Stadt und der Tod“ führte zu Kontroversen.

### Oper
Bereits 1981 wechselte Hilsdorf, entdeckt durch Intendant Claus Leininger, am Gelsenkirchener Musiktheater im Revier mit Eugen Onegin ins Opernfach. Mit seinem Gelsenkirchener Mozart-Zyklus, seinen Verdi-Opern am Aalto-Theater in Essen und seiner Reihe Bonner Händel-Inszenierungen setzte er Maßstäbe für das Musiktheater. Jüngst inszenierte Hilsdorf in Leipzig „Die Entführung aus dem Serail“ und in Wiesbaden – als Weiterentwicklung derselben Produktion aus der Saison 2003/04 in Münster – Verdis „Don Carlos“. Diese gefielen Publikum und Kritikern gleichermaßen.
Hatten seine provokanten Neudeutungen von Klassikern früher noch für Zuschauerproteste gesorgt, so werden Hilsdorf-Inszenierungen mittlerweile problemlos akzeptiert. Dietrich Hilsdorf inszeniert mitreißendes Musiktheater, aber fast ausschließlich jenseits der großen Opernhäuser. Auch im Bereich Schauspiel, Operette und Musical zählt Hilsdorf mittlerweile zu den Großen seines Fachs. Die Wahl seiner Mittel ist souveräner geworden und bei der Inszenierung von Opernchören – für viele Opernregisseure ein Problem – „kenne“ Hilsdorf jedes Chormitglied und jeden Statisten mit Namen und somit die im sozialen Kontext vordefinierte Rolle. Mit Naturalismus, so Hilsdorf, könne er nichts anfangen, mit Realismus schon.
In den Spielzeiten 2016/2017 und 2017/2018 sowie 2019 führte die Deutsche Oper am Rhein in Düsseldorf eine Neuproduktion von Richard Wagners Der Ring des Nibelungen in der Regie von Dietrich Hilsdorf auf.

### Regiearbeiten im Musiktheater (Auswahl)
- Wolfgang Amadeus Mozart: Die Hochzeit des Figaro, Musiktheater im Revier Gelsenkirchen, Premiere im November 1990
- Wolfgang Amadeus Mozart: Don Giovanni, Musiktheater im Revier Gelsenkirchen, Premiere am 3. Oktober 1992
- Paul Dessau: Die Verurteilung des Lukullus, Aalto-Musiktheater Essen, Premiere am 22. Oktober 1994
- Wolfgang Amadeus Mozart: Die Entführung aus dem Serail, Musiktheater im Revier Gelsenkirchen, Premiere am 25. Dezember 1995
- Dmitri Schostakowitsch: Lady Macbeth von Mzensk, Theater Bonn, Premiere am 8. Februar 1998
- Georges Bizet: Carmen, Aalto-Musiktheater Essen, Premiere am 28. März 1998
- Giuseppe Verdi: Un ballo in maschera, Aalto-Musiktheater Essen, Premiere am 20. November 1999
- Giuseppe Verdi: Rigoletto, Theater Bonn, Premiere am 2. April 2000
- Giuseppe Verdi: Luisa Miller, Aalto-Musiktheater Essen, Premiere am 10. Februar 2001
- Georg Friedrich Händel: Saul, Theater Bonn, Premiere am 27. Mai 2001
- Giacomo Puccini: Tosca, Deutsche Oper am Rhein Duisburg, Premiere am 16. Februar 2002
- Giuseppe Verdi: Macbeth, Staatstheater Wiesbaden, Premiere am 16. November 2002
- Azio Corghi: Sen’ja, Städtische Bühnen Münster, Premiere am 7. März 2003 (Uraufführung)
- Georg Friedrich Händel: Belsazar, Theater Bonn, Premiere am 11. Mai 2003
- Giacomo Puccini: Il trittico, Deutsche Oper am Rhein Düsseldorf, Premiere am 17. Oktober 2003
- Franz Lehar: Die lustige Witwe, Aalto-Musiktheater Essen, Premiere am 6. Dezember 2003
- Johann Sebastian Bach: Johannes-Passion, Staatstheater Wiesbaden, Premiere am 19. Februar 2004
- Georg Friedrich Händel: Jephtha, Theater Bonn, 2005
- Wolfgang Amadeus Mozart: Die Entführung aus dem Serail, Oper Leipzig, 2006
- Christoph Willibald Gluck: Orphée et Euridice, Theater Bonn, Premiere am 30. April 2006
- Giuseppe Verdi: Don Carlos, Staatstheater Wiesbaden, Premiere am 16. September 2006
- Sergej Prokofjew: Die Liebe zu den drei Orangen, Theater Chemnitz, Premiere am 28. Oktober 2006
- Giuseppe Verdi: Otello, Theater Bonn, Premiere am 13. Juni 2007
- Giacomo Puccini: La Bohème, Theater Bonn, Premiere am 30. September 2007
- Carl Maria von Weber: Der Freischütz, Staatstheater Wiesbaden, Premiere am 26. Januar 2008
- Péter Eötvös: Love and other Demons, Theater Chemnitz, Premiere am 31. Januar 2008 (Deutsche Erstaufführung)
- Richard Wagner: Tristan und Isolde, Staatstheater Wiesbaden, Premiere am 21. März 2009
- Richard Wagner: Die Walküre, Aalto-Musiktheater Essen, Premiere am 24. Mai 2009
- Giacomo Puccini: La Bohème, Theater Chemnitz, Premiere am 11. April 2010
- Albert Lortzing: Der Wildschütz, Koproduktion Theater Chemnitz, Theater Bonn, Volksoper Wien, Premieren am 12. Juni 2010 (Chemnitz), 8. Mai 2011 (Bonn), 20. April 2013 (Wien)
- Claudio Monteverdi: L’incoronazione di Poppea, Oper Köln, Premiere am 16. Oktober 2010
- Jacques Offenbach: Hoffmanns Erzählungen, Aalto-Musiktheater Essen, Premiere am 22. Oktober 2011
- Giuseppe Verdi: Il trovatore, Theater Bonn, Premiere am 25. März 2012
- Richard Wagner: Der fliegende Holländer, Oper Köln, Premiere am 4. Mai 2012
- Torsten Rasch: Die Herzogin von Malfi, Theater Chemnitz, Premiere am 23. März 2013 (Deutsche Erstaufführung)
- Giuseppe Verdi: I masnadieri, Aalto-Musiktheater Essen, Premiere am 8. Juni 2013
- Giuseppe Verdi: Il trovatore, Volksoper Wien, Premiere am 16. November 2013
- Giuseppe Verdi: Aida, Theater Bonn, Premiere am 16. Februar 2014
- Hans Werner Henze: Elegie für junge Liebende, Staatstheater Wiesbaden, Premiere am 1. Mai 2014
- Pjotr Tschaikowski: Pique Dame, Musiktheater im Revier Gelsenkirchen, Premiere am 22. Juni 2014
- Richard Strauss: Ariadne auf Naxos, Deutsche Oper am Rhein Düsseldorf, Premiere am 27. September 2014
- Emmerich Kálmán: Die Csárdásfürstin, Musiktheater im Revier Gelsenkirchen, Premiere am 19. Dezember 2014
- Christoph Willibald Gluck: Alceste, Nationaltheater Mannheim, Premiere am 21. Februar 2015
- Wolfgang Amadeus Mozart: Così fan tutte, Theater Bonn, Premiere am 6. Dezember 2015
- Otto Nicolai: Die lustigen Weiber von Windsor, Deutsche Oper am Rhein Düsseldorf, Premiere am 24. Juni 2016
- Wolfgang Amadeus Mozart: Così fan tutte, Staatstheater Darmstadt, Premiere am 29. Oktober 2016
- Giuseppe Verdi: Falstaff, Oper Köln, Premiere am 30. Oktober 2016
- Giuseppe Verdi: Attila, Theater Bonn, Premiere am 29. Januar 2017
- Gaetano Donizetti: Lucia di Lammermoor, Semperoper Dresden, Premiere am 18. November 2017
- Leoš Janáček: Die Sache Makropulos, Musiktheater im Revier Gelsenkirchen, Premiere am 7. Dezember 2019
- Alessandro Scarlatti: Kain und Abel oder der erste Mord  (Cain, overo il primo omicidio), Aalto-Musiktheater Essen, Premiere am 25. Januar 2020
- Wolfgang Amadeus Mozart: La clemenza di Tito, Theater Magdeburg, Premiere am 12. September 2020
- Luigi Nono: Intolleranza 1960 (2022), Oper Wuppertal, Premiere am 22. Oktober 2022
- Aribert Reimann: Bernarda Albas Haus, Musiktheater im Revier Gelsenkirchen, Premiere am 6. Mai 2023

## Persönliches
Hilsdorf war verheiratet mit Gabi Dauenhauer, Schauspielerin und künstlerische Leiterin des Theater Courage in Essen.